# Muriel Jacobs
Muriel Jacobs, née le 11 janvier 1969 , est une actrice belge.

## Biographie
Muriel Jacobs, née en 1969, est fille de Patrick Jacobs et de Dominique Delvaulx. 
Elle obtient en 1991 un Premier prix avec distinction au Conservatoire royal de Bruxelles.
Mariée et mère de deux enfants, elle habite à Forest.

## Filmographie

### Cinéma
- 2005 : Une aventure de Xavier Giannoli
- 2007 : Control X : la mère biologique

### Télévision
- 1993 : Ferbac (épisode 4, Ferbac et le Mal des ardents)
- 1999 : Bob le magnifique
- 2002 : La Torpille
- 2003 : Un homme par hasard
- 2008 : Françoise Dolto, le désir de vivre